# Lluís Collado
 Lluís Collado  (València, 1510/1520 - València, 1585/1587), fou un metge valencià, catedràtic de la Universitat de València i protometge i sobrevisitador del regne des de 1576 fins a la seva mort.
Com a deixeble d'Andreas Vesal, comparteix amb ell la visió fisiològica del cos humà; mentre en la medicina pràctica segueix la doctrina de Galé i Hipòcrates, depurada pels filòlegs humanistes, i rebutja els afegitons del comentaristes àrabs.

## Biografia
Neix a València a principis del segle xvi. Fins a 1546, quan apareix essent professor de la Universitat de València, sols es coneix que el 2 de maig de 1531 obté el grau de batxiller en Arts a la mateixa Universitat. Després de 1531 són tot hipòtesis. Continua els seus estudis d'Humanitats i Medicina, però s'ignora si en la mateixa Universitat de València o en altra. Ell mateix indica, en les seves publicacions, que fou deixeble de Vesal i, per tant, podria haver estat el seu alumne en algun moment.

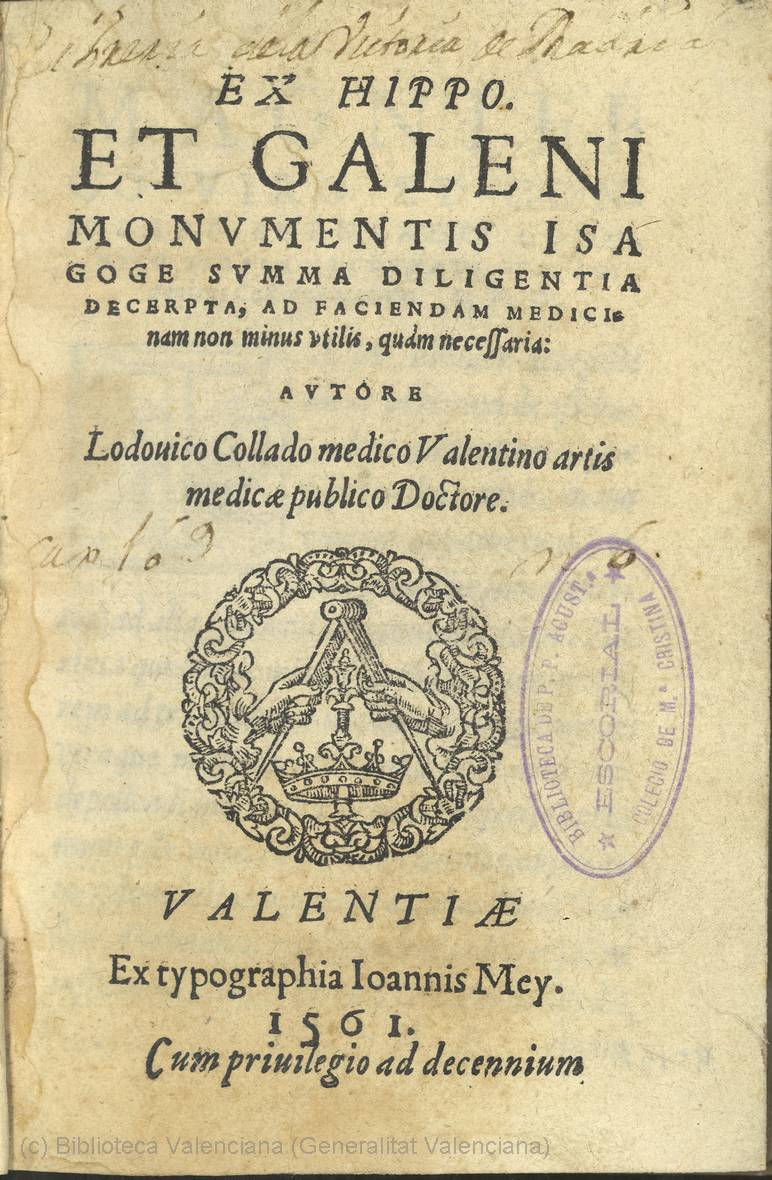
Portada de l'obra Ex Hippocrates et Galeni monumentis Isagoge (1561).

La seva trajectòria acadèmica se centra a la Universitat de València. Els anys 1546 i 1548 ocupa la càtedra de Cirurgia. El 1550 substitueix Pere Ximeno en la càtedra triennal rotatòria de Medicina (Principis, Simples i Anatomia, i Pràctica), càtedra que manté fins a 1573. L'any 1574 ocupa la càtedra de Pràctica particular, en la qual es manté deu cursos, tot i que des del principi s'oposa a les exigències del Consell municipal d'utilitzar en les seves lliçons obres de metges àrabs. Comença a actuar com a examinador de la facultat de Medicina, primer com a suplent i després com a titular, des de 1551 fins a 1584. El 5 de febrer de 1568, quan ja ocupava la titularitat, se li assigna com a suplent o "conjunt" Josep Reguart. A l'inici del curs 1557-1558, el 17 de juliol, és apartat de la càtedra de Simples i Anatomia, potser per instigació del rector Salaia, oposat a l'humanisme reformista al qual pertanyia Collado, i no hi retorna fins al 15 de febrer de 1558. Mentre la seva renovació en la càtedra de Pràctica particular el curs 1579-1580 queda posposada mentre no restitueixi els dies que deu per no haver-hi fet classe.
El 22 de desembre de 1550 és nomenat examinador de metges, juntament amb Nicasi Foix, catedràtic de cirurgia.
L'any 1555 surten impresos els seus comentaris sobre el De Ossibus ad Tirones de Galè. Es tracta d'una defensa de Vesal davant dels atacs de Jacobus Sylvius, antic professor parisenc de Vesal, en dos llibres apareguts en 1549 i 1551, en què aquest defensava Galé de les crítiques de Vesal. Collado utilitza la seva experiència en disseccions per qüestionar el discurs osteològic de Galé i la defensa de Sylvius, mentre enalteix el treball de Vesal, tot i que en qüestions puntuals el matisa i corregeix. En aquest llibre, tot i no ser el descobridor, com ell pretén, és el primer a donar-li nom a l'estrep: «...quod simile esset equitandi instrumento, quo pedes firmantur, Stapedae nomen imposui» (Com que és similar a l'instrument eqüestre que subjecta els peus, el vaig anomenar estrep).
El 1561 publica Ex Hippocrates et Galeni monumentis Isagoge. És un manual universitari sobre els fonaments de la medicina pràctica. Segueix les doctrines dels metges grecs per a aconseguir que els estudiants adquiresquen un mètode racional i no dogmàtic, oposant-se a la medicina empirista. El methodus medendi de Galé és el cos doctrinal d'aquests fonaments.
El 25 de març de 1576 és nomenat protometge i sobrevisitador del regne de València, càrrec poc més que honorífic, ja que malgrat la voluntat reial de controlar la professió mèdica, els cirurgians i les apotecaries, el sistema foral ja manté uns procediments de control autòctons. Així, en les Corts de 1585 els tres estaments de forma conjunta presenten dos capítols per a reforçar les competències forals sobre la inspecció de les apotecaries, ratificats pel rei, i reflectits en els furs 168 i 169 d'aquestes Corts.
Lluís Collado participa activament en l'oposició a la medicina d'Avicenna que practicaven majoritàriament els metges jueus conversos i moriscs, tant des de la seva càtedra a la universitat, des del seu càrrec d'examinador i com a protometge i sobrevisitador. Era una postura essencialment ideològica, més que racial o teològica.
Sobre la seva mort sols es tenen unes dates extremes: l'any 1584 deixa les seves tasques acadèmiques a la Universitat, tant les classes com l'examinatura, mentre el 15 de juny de 1587 és la seva filla, Esperança Collado, qui aconsegueix l'exclusivitat per a imprimir durant deu anys les obres del seu pare. També apareix, ja mort, en un document reial de nomenament del seu successor com a protometge del regne de València, signat el 21 d'octubre de 1589, en el qual s'indica que la substitució en el càrrec es fa perquè «Cum per obitem dilecti nostri Ludovici Collado medicinae doctoris vacuum in posse use regiae curiae officium Protomedici... (Perquè des de la mort del nostre estimat metge Lluís Collado existeix en la cúria reial el buit de protometge…)».

## Obra

### Obra publicada
- Carta al lector (1547) en Prima primi Canonis Avicennȩ sectio, obra pòstuma de Miquel Jeroni Lledesma.[21]
- Comentaris sobre el De Ossibus ad Tirones de Galè (1555).[22][23]
- Ex Hippocrates et Galeni monumentis Isagoge summa diligentia decerpta ad faciendam medicinam non minus utilis quam necessaria (1561).[24][23]

### Obra manuscrita
Entren en aquesta categoria les obres que algun autor considera publicades però no s'ha trobat cap exemplar, les obres mencionades en altres obres sense més dades i, les obres, apunts del mateix autor o transcripcions de les seves lliçons a la Universitat, trobades als arxius.
- Epitome medices sive tractatus de materia medica et de plantis (1561).[25]
- Pharmacopeorum omnium, quae in ussu sunt apud pharmacopeos nostros (1561).[26][27]
- De indicationibus liber unus (1572).[23]
- Miscel·lània (Biblioteca de la Universitat Complutense).[28][6][29]
  - De simplicibus medicamentis eorumque facultatibus exercitationes.
  - Observationes in praxi. Breu recopilació de remeis terapèutics.
  - Quae in facienda medicina circa aegrotos contingunt. Llistat de casos clínics.
  - Constitutiones epidemicae annorum 1571-1572. Casos clínics d'eixos anys.
  - In 11 Galeni librum methodi medendi, commentarii Lodovici Colladi medici praestantissimi (1571).
  - De febrium putrium curatione particulares exercitationes ex Gal. p.º de arte curativa ad Glauconem.
  - De capitis affectibus exercitationes particulares.
  - Ex libro tertiodecimo quarto methodi conclusiones.
  - Ex lib. 3. de simplicium medi. faculta. cap. 3. conclusiones.
  - Quaestiones selectae ex variis Gal. locis dessumptae.
- Opera quaedam (British Museum).[30]
  - Disputatio de usu elementorum in mixtionibus.
  - Disputatione de spiritibus.
  - Disputatio sobre la vena cava y la sangría.
  - De tumoribus praeternaturalibus.
  - De symptomate et morbo.